# Imakagami
L' Imakagami (今鏡) est un des contes historiques de la fin de l'époque de Heian. Selon la préface, il a été écrit durant le règne de l'empereur Takakura et la deuxième année de l'ère Kaō, c'est-à-dire en 1170 par Fujiwara Tametsune. C'est le deuxième de la série des quatre miroirs et constitue la suite de l'Ōkagami monogatari.
L’Imakagami est aussi appelé Shokuyotsugi (続世継), lit. « génération suivante » et Shōkagami (小鏡), lit. « petit miroir ».
L'histoire commence sous le règne de l'empereur Go-Ichijō, la deuxième année de l'ère Manju, c'est-à-dire en 1025, et se termine sous le règne de l'empereur Takakura. Le conte est prétendument celui d'un petit-fils d'Ōyake no Yotsugi qui visite le temple Hase-dera de Sakurai à Nara. Sur le chemin du retour, il croise une vieillarde qui lui raconte ses souvenirs.